# Yasin Torunoglu
Yasin Torunoglu (Eindhoven, 16 mei 1982) is een Nederlands politicus van de PvdA van Turkse afkomst.

## Opleiding
Hij ging naar de basisschool Sint Jozef in Tongelre. Na de Aloysius-mavo in Eindhoven, stroomde hij door naar de opleiding Commercieel medewerker bank- en verzekeringswezen aan het ROC Eindhoven (mbo). Daarna studeerde hij achtereenvolgens International Business and Languages aan de Avans Hogeschool in Den Bosch en Internationale Bedrijfscommunicatie aan de Radboud Universiteit Nijmegen (2010).

## Politieke carrière
In 2002 werd hij actief voor PvdA Eindhoven. Van 2006 tot maart 2013 was hij lid van de Eindhovense gemeenteraad. Op 26 maart 2013 werd hij geïnstalleerd als wethouder, met in zijn portefeuille wijkvernieuwing, burgerparticipatie en stadsdeelgericht werken, ruimtelijke ordening, stedelijke ontwikkeling (onder andere projecten Meerhoven, Strijp S, Stationsgebied) en vergunningverlening. Hij volgde Mary Fiers op, die aftrad als wethouder na problemen rond een verhuisproject van woonwagens naar het Orgelplein in Eindhoven.
Hij stond in 2012 op plaats 45 van de kandidatenlijst van de Partij van de Arbeid voor de Tweede Kamerverkiezingen en kreeg 3.277 stemmen. Bij het vertrek van Myrthe Hilkens uit de Tweede Kamer op 28 augustus 2013, kwam hij als eerste in aanmerking voor de vrijgekomen zetel, maar liet weten op dat moment de voorkeur te geven aan het - kersverse - wethouderschap. In 2022 is hij gestopt met de Eindhovense politiek.

## Verkiezingsuitslagen
| Verkiezing                                           | Partij          | Positie | Stemmen |
| ---------------------------------------------------- | --------------- | ------- | ------- |
| Gemeenteraadsverkiezingen 2006 in Eindhoven          | PvdA            |         |         |
| Gemeenteraadsverkiezingen 2010 in Eindhoven          | PvdA            | 2       | 1.338   |
| Tweede Kamerverkiezingen 2012                        | PvdA (lijst)    | 45      | 3.277   |
| Gemeenteraadsverkiezingen 2014 in Eindhoven          | PvdA            |         |         |
| Provinciale Statenverkiezingen 2015 in Noord-Brabant | PvdA            | 50      |         |
| Gemeenteraadsverkiezingen 2018 in Eindhoven          | PvdA            |         |         |
| Provinciale Statenverkiezingen 2019 in Noord-Brabant | PvdA            | 30      |         |
| Tweede Kamerverkiezingen 2021                        | PvdA (lijst)    | 40      | 621     |
| Tweede Kamerverkiezingen 2023                        | GL-PvdA (lijst) | 42      | 1.607   |